# ブラックメサ・アンド・レイクパウエル鉄道

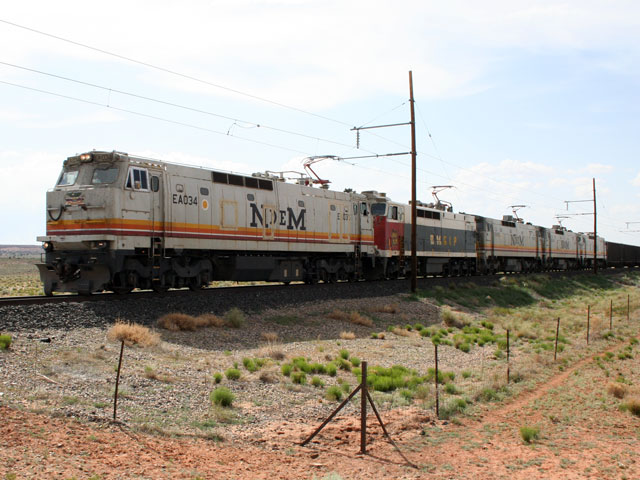
ペイジに向かって進む列車(2007年5月19日)
"N de M"と書かれた機関車はメキシコ国鉄から譲渡されたもの

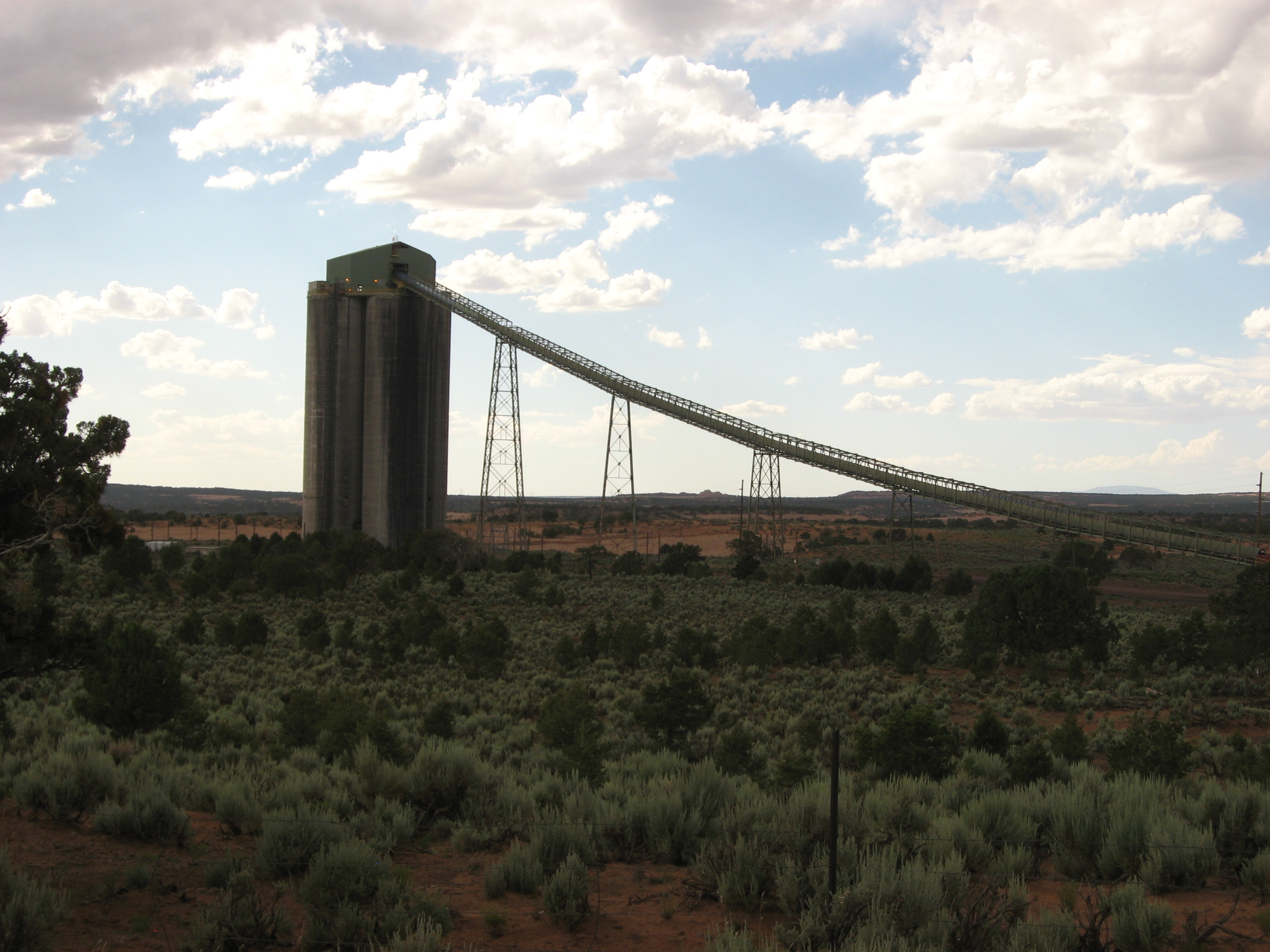
ブラック・メサのベルトコンベアとサイロ

ブラックメサ・アンド・レイクパウエル鉄道（Black Mesa and Lake Powell Railroad、略号: BLKM）はアメリカ合衆国アリゾナ州北部のナバホ・ネイション内で運行されていた石炭輸送のための専用鉄道である。
ケイエンタ(Kayenta)近くのブラックメサ炭鉱で露天掘りされた石炭は長大なベルトコンベアによって国道160号線沿いの積み込み場へ運ばれ、そこからペイジの火力発電所までの126 kmの間をこの鉄道で運ばれる。この鉄道は他の鉄道との接続点が無く、完全に孤立している。線路は全線単線で両端にバルーンループが設けられている。
1970年代のはじめに交流50,000V 60 Hz、架空電車線方式で建設された。50,000Vで電化された鉄道はこれが世界最初である。機関車はGE E60で、自社発注機と後にメキシコ国鉄から譲渡されたものの両方が使用されている。
運転本数は通常1日あたり3往復である。グランドキャニオンあるいはフラッグスタッフからモニュメントバレー方面へ向かう際、国道160号線の北側に並走する線路や積み込み場のベルトコンベアとサイロを見ることができる。
2019年に運行を終了している。